# Tripofòbia

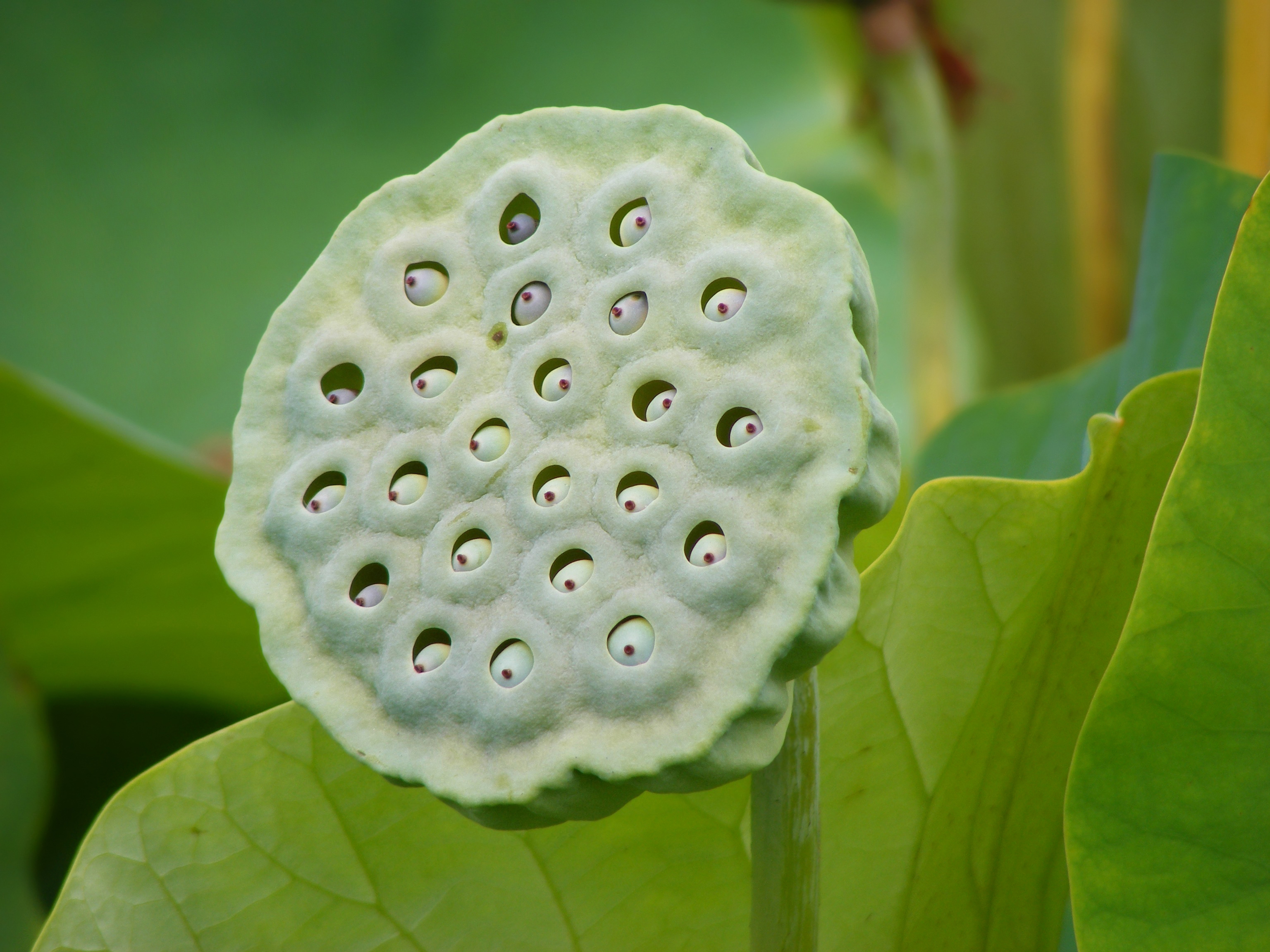
Els forats en els caps de llavors del lotus de l'Índia causen ansietat a algunes persones.

La tripofòbia (del grec τρύπα trýpa «forat», i φόβος phóbos «por») és la por o repulsió causada per figures geomètriques molt juntes, especialment forats i rectangles petits. No apareix al Manual diagnòstic i estadístic dels trastorns mentals, no obstant això milers de persones afirmen tenir por o una sensació fastigosa a la vista d'objectes amb forats petits aglomerats, com ara bresques, formiguers, fongs i els caps a les llavors de lotus. La recerca és limitada i Arnold Wilkins i Geoff Cole, que diuen ser els primers a menar-la científicament, creuen que la repulsió no es basa en una por cultural apresa. El 2010, una enquesta informal feta per un grup de serveis financers per a un programa de màrqueting cità la tripofòbia com la segona temor més corrent després de la por dels objectes de fusta (coneguda com a xilofòbia).

## Senyals i símptomes
La tripofòbia sovint es manifesta com una resposta autònoma del sistema nerviós. Les formes que produeixen aquesta reacció trypofòbica inclouen forats agrupats en situacions innocues, com ara fruites i bombolles, i en situacions relacionades amb el perill, com ara forats fets per insectes o forats en ferides i teixits infectats. En observar aquestes formes, alguns subjectes experimeten estremiments, atacs de pànic i nàusees entre altres reaccions. Diversos objectes que poden provocar una reacció adversa a les persones amb tripofòbia poden ser esponges, rusc d'abelles, bombolles de sabó, maduixes, granades entre d'altres.

## Causes
El coneixement respecte la tripofòbia i el seu origen és limitat tot i que s'han desenvolupat diverses teories. Geoff Cole i Arnold Wilkins creuen que les reaccions són "reflexos inconscients" basades en revulsions biològiques en comptes d'una por cultural apresa. Diferents animals verinosos (com ara certs tipus de serps, insectes o aranyes) tenen característiques visuals similars a les imatges tripofòbiques. A causa d'això, es planteja la hipòtesi que la tripofòbia té una base evolutiva destinada a alertar els humans pel que fa organismes perillosos. Nogensmenys, Can et al. consideren que aquesta teoria es fluixa i que si aquesta connexió existeix es manifesta més tard en la vida.
Martínez-Aguayo et al. van definir la tripofòbia com a generalment "una por intensa i desproporcionada envers forats, patrons repetitius, protrusions, etc., i, en general, imatges que presenten energia d'alt contrast en freqüències espacials de baix i mitjà". Cole i Wilkins també van afirmar que les imatges té una alta freqüència espacial amb una major energia de mitja gamma. Ja sigui juntes o separades, sembla que les freqüències espacials de baix i mig interval són necessàries per a induir reaccions tripsófobes.
Alguns investigadors també han especulat que les reaccions tripofòbiques poden ser percebudes com a alertes pel que fa malalties infeccsioses i que així donen un avantatge de supervivència. En un estudi de Kupfer i Le, els participants tripòfobs i no tripòfobs van mostrar una aversió significativa a les imatges de clústers relacionats amb la malaltia, però només els participants tripòfobs van mostrar una aversió significativa a les imatges de clústers irrellevants a la malaltia. Martínez-Aguayo et al. van declarar que, a causa que les reaccions no es podien atribuir a diferents nivells de sensibilitat ni a diferències de neuricisme, Kupfer i Li creuen que es recolza la seva hipòtesi que la tripofòbia és "una aversió generalitzada als estímuls de clúster que indica una amenaça de la malaltia infecciosa i parasitària". Yamada i Sasaki també proposen que les reaccions tripofòbiques es deuen a les semblances visuals de les imatges a les malalties cutànies.